# Sven Tumba
Sven Tumba - nascido em 27 de agosto de 1931, em Estocolmo, e falecido em 1 de outubro de 2011, em Danderyd – foi um jogador sueco de hóquei no gelo. Em 1965 mudou o seu nome de Sven Johansson para Sven Tumba.
Conquistou três medalha de ouro nos campeonatos do mundo de hóquei no gelo de 1953, 1957 e 1962, e quatro medalhas de ouro nos campeonato da Europa de hóquei no gelo.
Durante a sua carreira como jogador de hóquei no gelo, Sven Tumba participou em vários filmes, gravou um disco e dirigiu um programa de rádio. Mais tarde, distinguiu-se no golfe, sendo caampeão da Escandinávia em 1970.

## Carreira
Sven Tumba fez a sua carreira durante o período 1953-1965.